# Hieronim Lanckoroński (zm. po 1648)
Hieronim Lanckoroński herbu Zadora (zm. 1697 roku) – podkomorzy kamieniecki w latach 1641-1649, chorąży kamieniecki w latach 1615-1641.
Syn Stanisława Lanckorońskiego i Aleksandry Sienieńskiej.
Poseł na sejm 1645 roku.